# Киладзе, Григорий Варфоломеевич
Григо́рий Варфоломе́евич Кила́дзе (1902—1962) — советский композитор и дирижёр. Заслуженный деятель искусств Грузинской ССР (1941).

## Биография
Родился 12 (25) октября 1902 года в Батуме (ныне Батуми, Грузия).
В 1924—1927 годах учился в Тифлисской консерватории по классу композиции у Михаила Михайловича Ипполитова-Иванова, в 1927—1929 годах — в Ленинградской консерватории имени Николая Андреевича Римского-Корсакова у Владимира Владимировича Щербачёва.
В 1931 году окончил Тифлисскую консерваторию по классу композиции у Сергея Васильевича Бархударяна. В 1938—1941 и 1945—1952 годах — её директор (с 1941 года — профессор). Член ВКП (б) с 1940 года.
С 1929 года — дирижёр Грузинской консерватории, в 1952—1953 годах — главный дирижёр, в 1954—1962 годах — дирижёр и художественный руководитель Оперной студии Тбилисской консерватории.
В 1941—1945 годах — художественный руководитель, дирижёр и директор Грузинского академического театра оперы и балета имени Захария Петровича Палиашвили. Один из инициаторов создания Общества молодых грузинских музыкантов (1922).
В 1945—1952 — директор Тбилисской консерватории.
В 1937—1938 годах — председатель СК Грузинской ССР. Один из основателей симфонического жанра в Грузии.
Умер 3 апреля 1962 года в Тбилиси.
Сын — Лилэ Григорьевич Киладзе (1928—1978), советский дирижёр.

## Творчество
Оперы
- Бахтриони (1936) (по одноимённой пьесе П. М. Какабадзе)
- «Ладо Кецховели» (1941)
- Симфонические сюиты
- 1-я («Грузинская») (1925)
- 2-я (1928)

Симфонии
- 1-я («Героическая») (1944)
- 2-я (1955)
- увертюра «Торжество» (1957)
- картина «Лилэ» (1925)
- симфоническая поэма «Отшельник» (1937)
- балет «Синатле» («Свет») (1947) (по пьесе И. Гедеванишвили)

Музыка кино
- Мастера грузинского балета (фильм-спектакль, 1955)
- Щит Джургая (1944)
- Дружба (1940)
- Арсен (1937)
- Крылатый маляр (1936)
- Последний маскарад (1934)

## Награды и премии
- орден Трудового Красного Знамени (1946)
- орден «Знак Почёта» (14.01.1937) — за выдающиеся заслуги в деле развития грузинского оперного искусства, грузинской музыки, песен и танцев
- Сталинская премия второй степени (1941) — за симфоническую поэму «Отшельник» (1936)[1]
- Сталинская премия первой степени (1948) — за балет «Синатле» (1947)
- заслуженный деятель искусств Грузинской ССР (1941)